# Avber
Avber – wieś w Słowenii, w gminie Sežana. W 2018 roku liczyła 104 mieszkańców.